# Bjarne Kirsebom

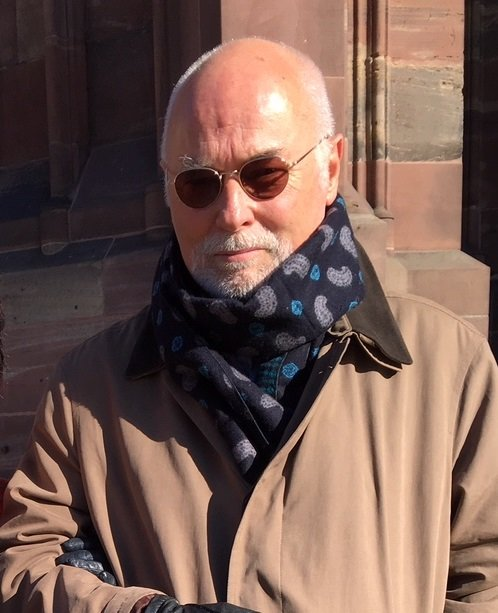
Kirsebom i Strasbourg 2019.

Bjarne Axel Kirsebom, född 11 mars 1946 i Helsingborg är en tidigare svensk ämbetsman och moderat statssekreterare.
Kirsebom utbildade sig vid Lunds universitet. Han var vice ordförande i Lunds studentkår 1969. Han har haft utbildnings- och forskningsfokus, med en rad anställningar vid regeringskansliet. Han har bland annat varit statssekreterare åt utbildningsminister Per Unckel i regeringen Carl Bildt 1991-1994, verkställdande direktör (VD) för KK-stiftelsen 1995-1998.
I slutet av 1998 uppdagade Ekot att KK-stiftelsen under Kirseboms ledning hade köpt konsulttjänster för mer än 80 miljoner kronor utan någon offentlig upphandling och att ovanligt höga konsultarvoden betalats ut. Efter detta fick Kirsebom lämna VD-posten.
Kirsebom startade därefter ett eget konsultbolag och var senare VD för Learnways 2000-2001, styrelseledamot i Stiftelsen för Vetenskapsinformation och VD för Stockholm Arts & Science 2001-2003. Bjarne Kirsebom var mellan 2003 och 2009 minister för forskningsfrågor vid Sveriges ständiga representation vid Europeiska unionen. Han var också ordförande i Ministerrådets forskningspolitiska arbetsgrupp 2009. Mellan 2010 och 2012 rådgivare med ansvar för utvecklingen av den svenska internationella forsknings- och innovationspolitiska strategin samt ordförande i den interdepartementala arbetsgruppen för utveckling av samverkan mellan forsknings-, utbildnings- och innovationspolitik, samt vice ordförande i European Research Area Committee, ERAC, tillika ordförande i ERAC Steering board.